# Mazinghem
Mazinghem [mazɛ̃ɡɛm] ist eine französische Gemeinde mit 458 Einwohnern (Stand: 1. Januar 2022) im Département Pas-de-Calais in der Region Hauts-de-France. Sie gehört zum Arrondissement Béthune und zum Kanton Aire-sur-la-Lys (bis 2015: Kanton Norrent-Fontes). 

## Geographie
Mazinghem liegt etwa 18 Kilometer westnordwestlich von Béthune. Umgeben wird Mazinghem von den Nachbargemeinden Lambres im Norden, Isbergues im Osten, Norrent-Fontes im Süden, Rombly im Südwesten sowie Quernes im Westen.

## Bevölkerungsentwicklung
| Jahr                       | 1962 | 1968 | 1975 | 1982 | 1990 | 1999 | 2006 | 2019 |
| Einwohner                  | 321  | 286  | 298  | 325  | 321  | 337  | 396  | 469  |
| Quellen: Cassini und INSEE |      |      |      |      |      |      |      |      |

## Sehenswürdigkeiten

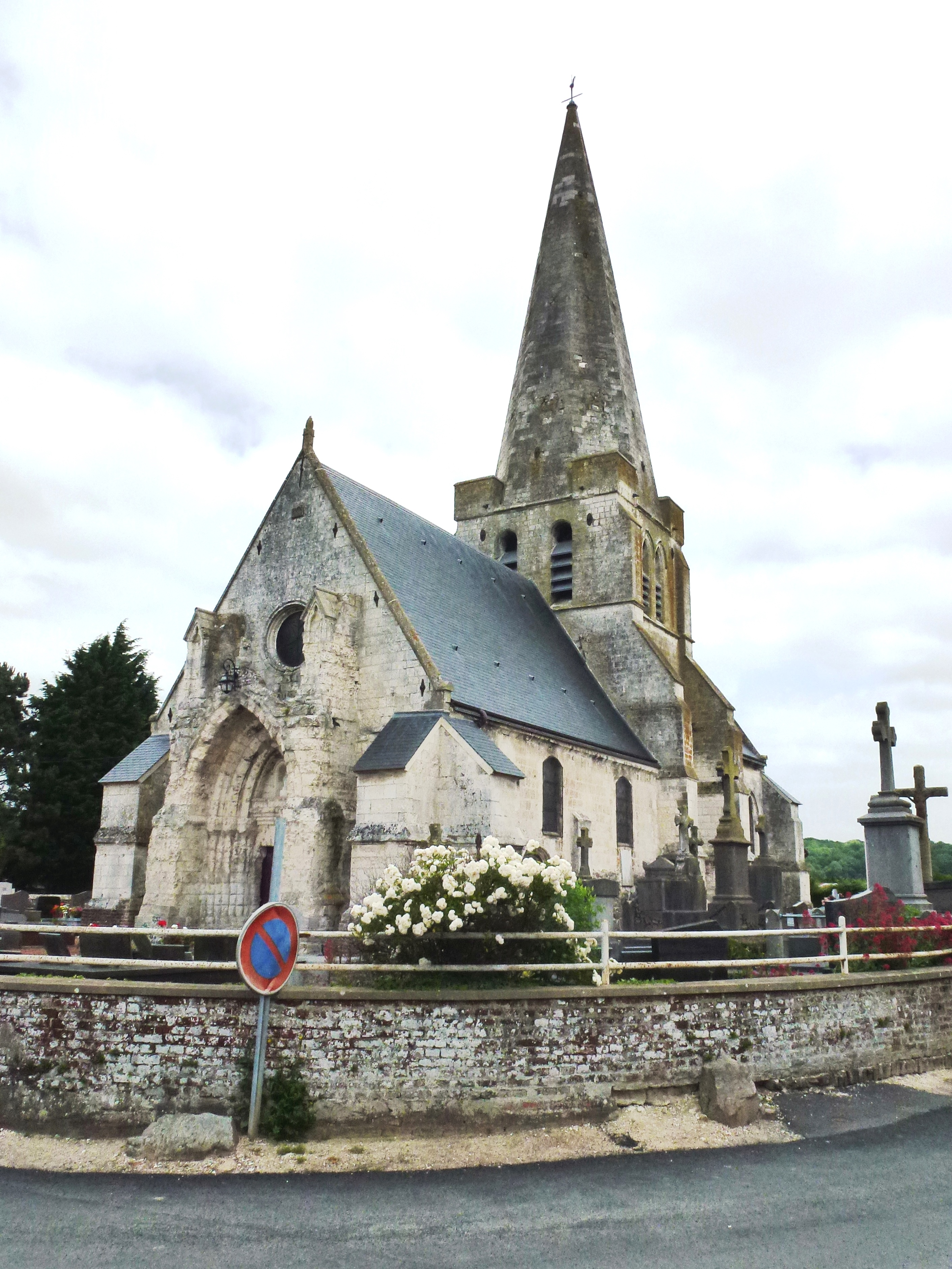
Kirche Notre-Dame-de-l’Assomption

- Kirche Notre-Dame-de-l’Assomption aus dem 11. Jahrhundert, Monument historique seit 1969
- Schloss aus dem 18. Jahrhundert mit Park
- Reste der alten Burganlage